# Данді (футбольний клуб)
«Данді» (шотл. Dundee Fitbaa Club) — професійний шотландський футбольний клуб з міста Данді. Виступає у шотландській Прем'єр-лізі. Домашні матчі проводить на стадіоні «Денс Парк», який вміщує 11 506 глядачів.

## Історія
Футбольний клуб «Данді», заснований в 1893 році. Команда має прізвисько «темно-сині» через темно-синій колір їхньої форми. «Данді» на даний час грають в першому дивізіоні. Востаннє до Прем'єр-ліги вони потрапляли після сезону 2011-12, провівши попередні сім років поза елітним дивізіоном, намагаючись підвищитись у класі. Однак команда змушена була повернутися назад після першого ж сезону в еліті, зайнявши лише 12-те місце за підсумками змагань.
Місто Данді представляють дві професійні футбольні команди, ФК «Данді» та «Данді Юнайтед». Їхні домашні арени знаходяться за кілька метрів одна від одної і вважаються двома найближчими професійними футбольними полями у Великій Британії.

## Досягнення
- Чемпіонат Шотландії:
  - Чемпіон (1): 1961-62
  - Срібний призер (4): 1902-03, 1906-07, 1908-09, 1948-49
- Кубок Шотландії:
  - Володар (1): 1909-10
  - Фіналіст (4): 1924-25, 1951-52, 1963-64, 2002-03
- Кубок Шотландської ліги:
  - Володар (3): 1951–52, 1952–53, 1973–74
  - Фіналіст (3): 1967–68, 1980–81, 1995–96
- Кубок європейських чемпіонів:
  - Півфіналіст (1): 1962–63